# 電気魚

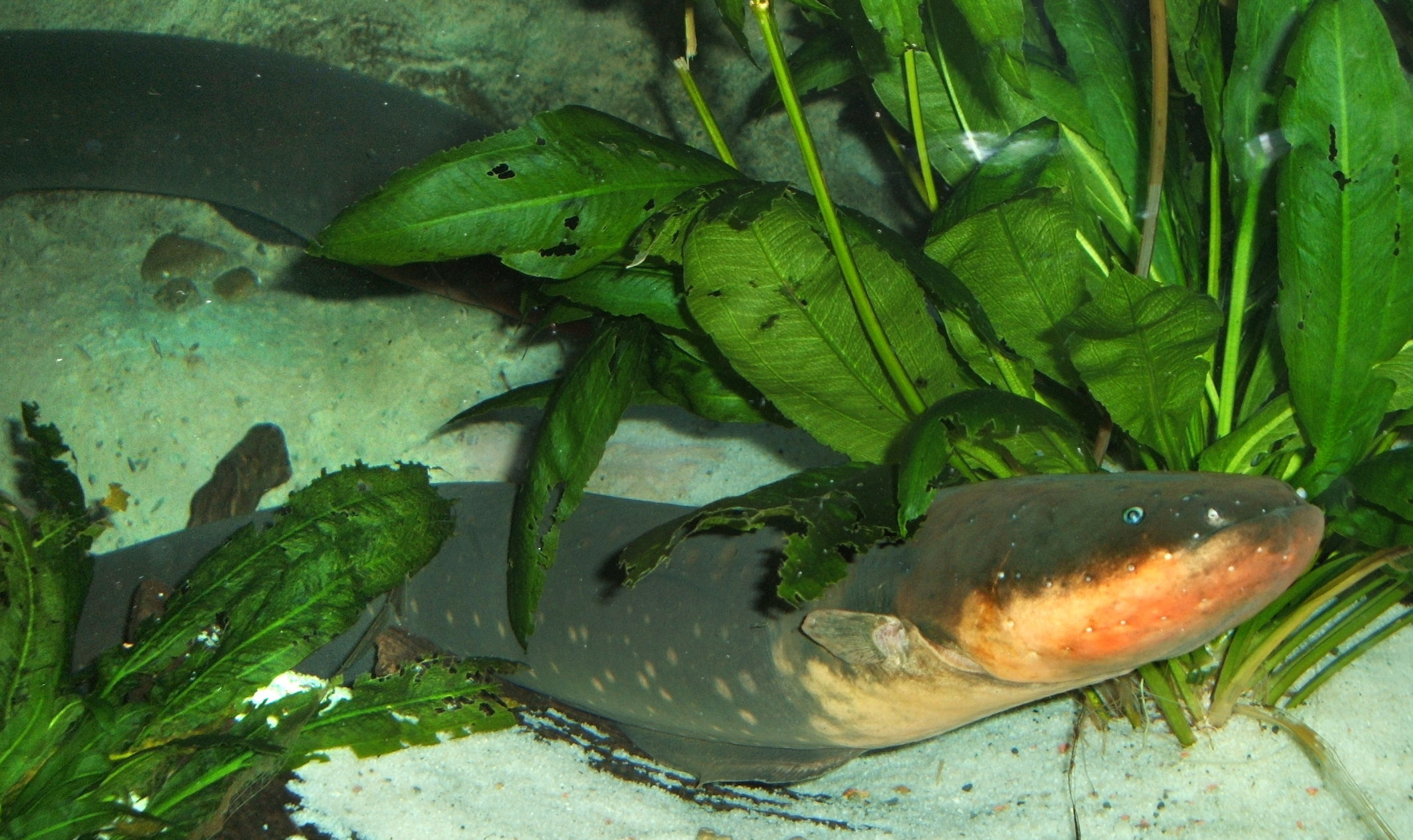
デンキウナギは電気定位のための低電圧の放電と、獲物を捕獲するための高電圧の放電を使い分ける。

電気魚（でんきぎょ）は電場を生成する能力を持つ魚の総称である。ほとんどの電気魚は電場を感じ取る能力も持つ。海水魚と淡水魚の双方、硬骨魚類と軟骨魚類の双方を含む。
電気魚は発電器官を用いて電場を生成し、獲物の探索、捕食回避、コミュニケーションなどに用いる。放電にはパルス状と正弦波状の2つの型があり、種や機能によって異なる。発電器官は、筋肉または神経の細胞に由来し、強い電場を発生することに特化した発電細胞から構成される。
電気魚は、放電パターンの盗聴を防ぐための複雑な高周波の信号、他の電気魚の放電パターンを模倣したベイツ型擬態、他の個体との放電周波数の干渉を防ぐ混信回避行動など多くの特殊な行動を進化させている。

## 進化
全ての脊椎動物は電気によって神経と筋肉を動かす。軟骨魚類などの基盤的な魚類は、電場を検出する感覚器により受動的な電気定位を行う。ナイフフィッシュとモルミルスは、弱い電場を発することによる能動的な電気定位を用いて獲物を探す。また、魚類の中には獲物を麻痺させたり捕食者に反撃したりするのに十分な強度の電気を発する能力を持つものがいる。この中で、海産の硬骨魚であるミシマオコゼのグループのみが電気定位を行わない。
脊椎動物において電気受容は、共通祖先が有していた祖先形質である。この型の電気受容は、感覚器官であるロレンチーニ器官 (ampullae of Lorenzini) の名を取ってアンプラ型電気受容と呼ばれる。ロレンチーニ器官は機械受容器である側線から進化したもので、軟骨魚類（サメ、エイ、ギンザメ）、ハイギョ、ポリプテルス、シーラカンス、チョウザメ、水生の有尾目、アシナシイモリに存在する。硬骨魚類と四肢動物は進化の過程でロレンチーニ器官を失っており、これらのグループにおける電気受容は、ロレンチーニ器官と相同ではない二次的に獲得された別の器官によるものである。多くの硬骨魚は発電能力を持たないが、それでも350種程度の電気魚が存在する。
発電器官は8回進化しており、各グループは1つのクレードをなす。その内4回では電気ショックを与えるのに十分な発電能力が獲得されている。発電器官のほとんどは筋肉組織に由来するが、Apteronotidae（デンキウナギ目）のみは神経組織に由来する発電器官を持つ。ジムナーカスでは尾の筋肉、胴体の筋肉、鰓弓下筋、眼筋が発電器官に組み込まれており、これは遊泳中に電極の位置を安定させるためと考えられる。モルミルス科やデンキウナギ目では尾鰭を退化させているものがおり、これも遊泳中に体が左右に曲がるのを防ぐことで、電気定位に用いる電場を安定させる収斂進化と考えられる。底生魚などの障害物の少ない環境に住む電気魚はあまりこのような特徴を有さず、電気定位能力の収斂進化が発電器官の収斂進化に繋がったことが示唆される。
能動的な電気定位を行うものを小さい黄色のマーク、電気ショックを生成できるものを大きい赤のマークで系統樹上に示す。発電能力を持たない、単なる受動的な電気受容能力のみを持つ種は表示していない。

|  | シビレエイ目 (69種)   |
|  |                       |
|  | ガンギエイ目 (<200種) |
|  |                       |

| knollenorgan (パルス状放電) | モルミルス科 (<200種) |
|                             | モルミルス科 (<200種) |
| knollenorgan (正弦波状放電) | ジムナーカス (1種)    |
|                             | ジムナーカス (1種)    |

| 南米のナイフフィッシュ | (>100種) |
|                        | (>100種) |
| デンキウナギ           | (3種)    |
|                        | (3種)    |

| デンキナマズ | (11種) |
|              | (11種) |

| 南米のナイフフィッシュ | (>100種) |
|                        | (>100種) |
| デンキウナギ           | (3種)    |
|                        | (3種)    |

| デンキナマズ | (11種) |
|              | (11種) |

| 南米のナイフフィッシュ | (>100種) |
|                        | (>100種) |
| デンキウナギ           | (3種)    |
|                        | (3種)    |

| デンキナマズ | (11種) |
|              | (11種) |

| 南米のナイフフィッシュ | (>100種) |
|                        | (>100種) |
| デンキウナギ           | (3種)    |
|                        | (3種)    |

| デンキナマズ | (11種) |
|              | (11種) |

| knollenorgan (パルス状放電) | モルミルス科 (<200種) |
|                             | モルミルス科 (<200種) |
| knollenorgan (正弦波状放電) | ジムナーカス (1種)    |
|                             | ジムナーカス (1種)    |

| 南米のナイフフィッシュ | (>100種) |
|                        | (>100種) |
| デンキウナギ           | (3種)    |
|                        | (3種)    |

| デンキナマズ | (11種) |
|              | (11種) |

| 南米のナイフフィッシュ | (>100種) |
|                        | (>100種) |
| デンキウナギ           | (3種)    |
|                        | (3種)    |

| デンキナマズ | (11種) |
|              | (11種) |

| 南米のナイフフィッシュ | (>100種) |
|                        | (>100種) |
| デンキウナギ           | (3種)    |
|                        | (3種)    |

| デンキナマズ | (11種) |
|              | (11種) |

| 南米のナイフフィッシュ | (>100種) |
|                        | (>100種) |
| デンキウナギ           | (3種)    |
|                        | (3種)    |

| デンキナマズ | (11種) |
|              | (11種) |

| knollenorgan (パルス状放電) | モルミルス科 (<200種) |
|                             | モルミルス科 (<200種) |
| knollenorgan (正弦波状放電) | ジムナーカス (1種)    |
|                             | ジムナーカス (1種)    |

| 南米のナイフフィッシュ | (>100種) |
|                        | (>100種) |
| デンキウナギ           | (3種)    |
|                        | (3種)    |

| デンキナマズ | (11種) |
|              | (11種) |

| 南米のナイフフィッシュ | (>100種) |
|                        | (>100種) |
| デンキウナギ           | (3種)    |
|                        | (3種)    |

| デンキナマズ | (11種) |
|              | (11種) |

| 南米のナイフフィッシュ | (>100種) |
|                        | (>100種) |
| デンキウナギ           | (3種)    |
|                        | (3種)    |

| デンキナマズ | (11種) |
|              | (11種) |

| 南米のナイフフィッシュ | (>100種) |
|                        | (>100種) |
| デンキウナギ           | (3種)    |
|                        | (3種)    |

| デンキナマズ | (11種) |
|              | (11種) |

| knollenorgan (パルス状放電) | モルミルス科 (<200種) |
|                             | モルミルス科 (<200種) |
| knollenorgan (正弦波状放電) | ジムナーカス (1種)    |
|                             | ジムナーカス (1種)    |

| 南米のナイフフィッシュ | (>100種) |
|                        | (>100種) |
| デンキウナギ           | (3種)    |
|                        | (3種)    |

| デンキナマズ | (11種) |
|              | (11種) |

| 南米のナイフフィッシュ | (>100種) |
|                        | (>100種) |
| デンキウナギ           | (3種)    |
|                        | (3種)    |

| デンキナマズ | (11種) |
|              | (11種) |

| 南米のナイフフィッシュ | (>100種) |
|                        | (>100種) |
| デンキウナギ           | (3種)    |
|                        | (3種)    |

| デンキナマズ | (11種) |
|              | (11種) |

| 南米のナイフフィッシュ | (>100種) |
|                        | (>100種) |
| デンキウナギ           | (3種)    |
|                        | (3種)    |

| デンキナマズ | (11種) |
|              | (11種) |

|  | シビレエイ目 (69種)   |
|  |                       |
|  | ガンギエイ目 (<200種) |
|  |                       |

| knollenorgan (パルス状放電) | モルミルス科 (<200種) |
|                             | モルミルス科 (<200種) |
| knollenorgan (正弦波状放電) | ジムナーカス (1種)    |
|                             | ジムナーカス (1種)    |

| 南米のナイフフィッシュ | (>100種) |
|                        | (>100種) |
| デンキウナギ           | (3種)    |
|                        | (3種)    |

| デンキナマズ | (11種) |
|              | (11種) |

| 南米のナイフフィッシュ | (>100種) |
|                        | (>100種) |
| デンキウナギ           | (3種)    |
|                        | (3種)    |

| デンキナマズ | (11種) |
|              | (11種) |

| 南米のナイフフィッシュ | (>100種) |
|                        | (>100種) |
| デンキウナギ           | (3種)    |
|                        | (3種)    |

| デンキナマズ | (11種) |
|              | (11種) |

| 南米のナイフフィッシュ | (>100種) |
|                        | (>100種) |
| デンキウナギ           | (3種)    |
|                        | (3種)    |

| デンキナマズ | (11種) |
|              | (11種) |

| knollenorgan (パルス状放電) | モルミルス科 (<200種) |
|                             | モルミルス科 (<200種) |
| knollenorgan (正弦波状放電) | ジムナーカス (1種)    |
|                             | ジムナーカス (1種)    |

| 南米のナイフフィッシュ | (>100種) |
|                        | (>100種) |
| デンキウナギ           | (3種)    |
|                        | (3種)    |

| デンキナマズ | (11種) |
|              | (11種) |

| 南米のナイフフィッシュ | (>100種) |
|                        | (>100種) |
| デンキウナギ           | (3種)    |
|                        | (3種)    |

| デンキナマズ | (11種) |
|              | (11種) |

| 南米のナイフフィッシュ | (>100種) |
|                        | (>100種) |
| デンキウナギ           | (3種)    |
|                        | (3種)    |

| デンキナマズ | (11種) |
|              | (11種) |

| 南米のナイフフィッシュ | (>100種) |
|                        | (>100種) |
| デンキウナギ           | (3種)    |
|                        | (3種)    |

| デンキナマズ | (11種) |
|              | (11種) |

| knollenorgan (パルス状放電) | モルミルス科 (<200種) |
|                             | モルミルス科 (<200種) |
| knollenorgan (正弦波状放電) | ジムナーカス (1種)    |
|                             | ジムナーカス (1種)    |

| 南米のナイフフィッシュ | (>100種) |
|                        | (>100種) |
| デンキウナギ           | (3種)    |
|                        | (3種)    |

| デンキナマズ | (11種) |
|              | (11種) |

| 南米のナイフフィッシュ | (>100種) |
|                        | (>100種) |
| デンキウナギ           | (3種)    |
|                        | (3種)    |

| デンキナマズ | (11種) |
|              | (11種) |

| 南米のナイフフィッシュ | (>100種) |
|                        | (>100種) |
| デンキウナギ           | (3種)    |
|                        | (3種)    |

| デンキナマズ | (11種) |
|              | (11種) |

| 南米のナイフフィッシュ | (>100種) |
|                        | (>100種) |
| デンキウナギ           | (3種)    |
|                        | (3種)    |

| デンキナマズ | (11種) |
|              | (11種) |

| knollenorgan (パルス状放電) | モルミルス科 (<200種) |
|                             | モルミルス科 (<200種) |
| knollenorgan (正弦波状放電) | ジムナーカス (1種)    |
|                             | ジムナーカス (1種)    |

| 南米のナイフフィッシュ | (>100種) |
|                        | (>100種) |
| デンキウナギ           | (3種)    |
|                        | (3種)    |

| デンキナマズ | (11種) |
|              | (11種) |

| 南米のナイフフィッシュ | (>100種) |
|                        | (>100種) |
| デンキウナギ           | (3種)    |
|                        | (3種)    |

| デンキナマズ | (11種) |
|              | (11種) |

| 南米のナイフフィッシュ | (>100種) |
|                        | (>100種) |
| デンキウナギ           | (3種)    |
|                        | (3種)    |

| デンキナマズ | (11種) |
|              | (11種) |

| 南米のナイフフィッシュ | (>100種) |
|                        | (>100種) |
| デンキウナギ           | (3種)    |
|                        | (3種)    |

| デンキナマズ | (11種) |
|              | (11種) |

## 弱電気魚

弱電気魚であるモルミルスは自らが発した電場の小さな変動を電気受容器で感知し、その信号を処理して近くの物体の位置を特定する。

弱電気魚の放電電圧は通常1ボルト以下である。これは獲物を麻痺させるには弱すぎるため、皮膚の電気受容器と連携して電気定位を行ったり、他の電気魚と電気的コミュニケーションしたりするために用いられる。主な弱電気魚はアロワナ目（モルミルス科とジムナーカス）、デンキウナギ目の2グループに分かれる。両者ともに似た行動と能力を示すものの、これは収斂進化であり電気受容器のタイプも発電器官の場所も異なる。

## 強電気魚

強電気魚におけるインピーダンス整合。海水は淡水より電気伝導率がはるかに高いため、海水魚は大電流、低電圧の放電を行う。

強電気魚（デンキウナギ、デンキナマズ、シビレエイ、ミシマオコゼ）は、電気定位に加え捕食や捕食回避に十分な発電能力の発電器官を有する。デンキウナギは小さな個体であっても、多くの生物の痛覚閾値を超えるかなりの電力を生成できる。デンキウナギは、人間などの外敵を直接感電させるため水上に跳び出すことがある。
周囲の環境に応じて、電圧の振幅は10–860 V、電流は最大で1アンペアに達する。放電能力を最大化するには、発電器官のインピーダンスを周囲の水に合わせるインピーダンス整合を取らなければならない。
- 海水魚は低電圧、大電流の放電を行う。海水では低電圧でも大きな電流が流れ、その大きさは発電器官の内部抵抗によって制限される。このため、発電器官は多数の発電細胞が並列に並んだものとなる。
- 淡水魚は高電圧、小電流の放電を行う。淡水では媒質の電気抵抗が大きく、電力は電流を流すのに必要な電圧により制限される。このため、発電器官は多数の発電細胞が直列に並んだものとなる[13]。

## 発電器官

### 解剖学

デンキウナギは3つの発電器官を有する。メインの発電器官は多くの発電細胞が直列に長く積み重なっており、淡水の高いインピーダンスに合った高電圧を発生する。

発電器官の構造はグループ間で大きく異なるが、全て活動電位を用いて機能する電気的に活性な組織から進化したものである。多くは筋肉組織に由来するが、神経組織に由来するものもある。発電器官は、モルミルス科では尾部、シビレエイやミシマオコゼでは頭部、デンキウナギやジムナーカスでは体軸に沿って存在する。

### 生理学

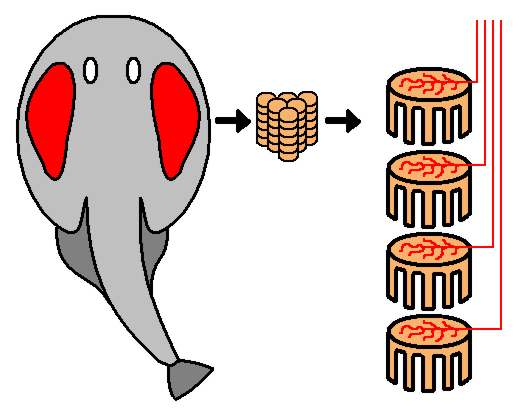
シビレエイは頭部に一対の発電器官を持ち、その中には積み重なった発電細胞が収まっている。

発電器官を構成する発電細胞は、放電に備え電気エネルギーを生成して蓄える大きく平たい細胞である。細胞の前端は神経系からの信号に反応する部位でナトリウムチャネルを有しており、後端にはナトリウム-カリウムポンプがある。発電細胞は神経系からの信号を受けて分極する。ニューロンが神経伝達物質のアセチルコリンを放出すると発電細胞のアセチルコリン受容体が開き、細胞内にナトリウムイオンが流れ込む。正電荷を帯びたナトリウムイオンの流入は細胞膜をわずかに脱分極させ、この影響で細胞前端の電位依存性ナトリウムチャネルが開く。これにより細胞内にナトリウムイオンが大量に流れ込み、細胞前端が強く正に、ナトリウムイオンを汲み出し続ける後端が負に帯電し、細胞両端に電位差が生まれる。放電後、細胞膜は静止膜電位に戻り次の放電に備える。

### 放電パターン
発電器官からの放電 (EOD) は電気定位に必要な時間に応じて変化させる必要があり、モルミルス科のようなパルス状か、シビレエイやジムナーカスのような正弦波状かによって変化のパターンは異なる。パルス状放電を行う種の場合、波形を変えるのではなく振幅や放電の長さを変化させる。

## 電気的コミュニケーション
弱電気魚は電場の波形を変調させることでコミュニケーションを取ることができ、これは異性の誘引や縄張りの主張に用いられる。

### 性的行動
Apteronotus leptorhynchus で見られるように、発電器官は同種や異種の他個体が受信することを意図した、性的二形のある明確な信号を発する。発電器官からは特定の周波数と共に、"chirps"、"gradual frequency rises"と呼ばれる短い変調パターンが生成され、これらのパターンは共に種や性別によって異なる。例えばEigenmannia 属では、雌は高調波の少ないほぼ純粋な正弦波を生成するのに対し、雄は強い高調波を含む鋭い非正弦波を生成する。
Brachyhypopomus 属の雄は雌を惹きつけるため、連続した電気的なうなり信号を生成する。雌は大型の雄が生成する振幅の大きな信号を好む。雌が電気的コミュニケーションに全エネルギーの3%しか消費しないのに対し、雄はこの行動により11-22%を消費している。雄が費やすエネルギーは概日リズムに従って変動し、繁殖が行われる夜間には多く、それ以外の時間には少なくなる。

### 捕食回避行動
デンキナマズは隠れ家から他種を追い払うためによく放電するが、同種間では放電はほぼ行わず、口を開けての儀式的な闘争や噛み付きによって決着をつける。
Hypopomidae科の放電パターンは、デンキウナギが電気定位に用いる低電圧の放電パターンに類似しており、これは強電気魚であるデンキウナギへのベイツ型擬態であると考えられる。
弱電気魚を捕食する魚には、獲物の放電を"盗聴"するものがおり、例えばアフリカナマズ (Clarias gariepinus) が弱電気魚の Marcusenius macrolepidotus を捕食する際にこの方法を用いる。これにより獲物は、より検出の難しい複雑で周波数の高い信号を発達させるという進化的軍拡競走が生じている。

### 混信回避行動

glass knifefishは近い周波数を発する個体と遭遇した場合、一方は周波数を上げ、もう一方は下げるという混信回避行動を取る。

電気魚同士が接近すると何らかの電気的干渉が生じるという考えは1950年代からあり、1963年にEigenmannia 属において混信回避行動が発見された。二個体の魚が接近すると電場が干渉し、互いの周波数の差に等しい周波数のうなりが生じる。低周波数のうなりに曝された魚は、相手の周波数が高ければ自分の周波数を下げ、低ければその逆、という混信回避行動を取る。1975年にWalter Heiligenbergはジムナーカスにおいても似た行動を発見し、これはアフリカと南アメリカの電気魚間での収斂進化のさらなる一例となった。この2グループの混信回避行動は情報処理メカニズムや行動パターンの点から見てもほぼ同一である。